# Luis Tafur
Luis Tafur (Lima, Provincia de Lima, Perú, 29 de mayo de 1984) es un futbolista peruano, que juega de guardameta. Actualmente se encuentra sin equipo.

## Trayectoria
Debutó en el ADT de Tarma. Fue subcampeón de la Copa Perú 2007 con el club Sport Águila de Huancayo, donde fue arquero titular durante su estadía en la Segunda División. Tras la retirada del torneo a comienzos de 2010, pasó a las filas del Club Social Deportivo Alianza Universidad, que fue eliminado en la etapa regional. Posteriormente regresó al club ADT para reforzar en la etapa nacional.

## Clubes
| Club                    | País | Año       |
| ----------------------- | ---- | --------- |
| ADT                     | Perú | 2003-2004 |
| Villa del Mar           | Perú | 2005      |
| ADT                     | Perú | 2006-2007 |
| Sport Águila            | Perú | 2007-2010 |
| Alianza Universidad     | Perú | 2010      |
| ADT                     | Perú | 2010      |
| Estudiantes Condestable | Perú | 2011      |
| Alianza Universidad     | Perú | 2012-2013 |
| Atlético Torino         | Perú | 2014-2015 |
| Cultural Santa Rosa     | Perú | 2016      |
| Sport Loreto            | Perú | 2018      |
| Sport Victoria          | Perú | 2019      |